# تشسکا بریزا
تشسکا بریزا (به چکی: Česká Bříza) یک منطقهٔ مسکونی در جمهوری چک است که در ناحیه پلزن-شمالی واقع شده‌است. تشسکا بریزا ۴٫۵۳ کیلومتر مربع مساحت و ۴۶۴ نفر جمعیت دارد و ۳۸۵ متر بالاتر از سطح دریا واقع شده‌است.